# Theodor Hahn
Theodor Hahn (1824-1883) fue un farmacéutico alemán que se hizo conocido por sus tratamientos mediante hidroterapia. Tras estudiar biología, llegó a la conclusión de que la unión de la hidroterapia y una dieta vegetariana servían para preservar de las enfermedades y "dignificar la condición humana".

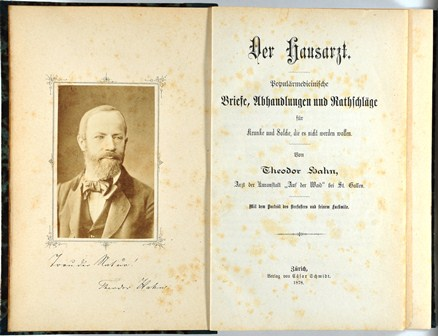
Theodor Hahn

Fue discípulo de Johann Heinrich Rausse (1805-1848), que era su primo, y de Christoph Wilhelm Huffeland (1762-1836), autor de un libro de gran influencia sobre macrobiótica y uno de los principales representantes del vitalismo, y maestro de Eduard Baltzer (1814-1887), fundador de la primera sociedad naturista alemana en 1867, con el nombre de Sociedad para la práctica de la vida natural.
Después de Teodoro Hahn, se conoce como médico naturista a aquel que aconseja el régimen vegetariano. En 1857 publicó su libro más influyente, titulado Die Naturgemäße Diät, die Diät der Zukunft (La dieta natural, la dieta del futuro).

## obras

### el autor
- Die Wasserheilkunde im Gegensatz zur Medizinheilkunde.

G. Senf, Leipzig 1848
- Die Cholera und ihre Heilbehandlung mit kaltem Wasser, nach Rauss'schen Principien und nach eigener Erfahrung.

Schwerin und Rostock: Stiller'sche Hofbuchhandlung, 1849. (Digisat). [2. Aufl. St. Gallen: Scheitlin & Zollikofer, 1851]
- Schreiben von Th. Hahn an den Verfasser. In: Gottlob Wassermann: Gustav Schwab, der edle Barde Schwabenlands. Gerechte Bedenken über seinen schnellen Tod, welcher durch eine verfehlte medizinärztliche Behandlung mittelst Aderlass herbeigeführt worden ist. Hydriaterisch beleuchtet und bewiesen. St. Gallen und Bern: Huber und Compagnie, 1851. S. 5-6. (Digisat)
- Die Häutige Bräune (Croup) und ihre wasserärztliche Behandlung nach Rausse'schen Prinzipien. Eine Anleitung für Jedermann, der zu lesen und zu denken versteht.

St. Gallen: Scheitlin & Zollikofer, 1851.
- Die Naturgemäße Diät - die Diät der Zukunft. Nach Erfahrung und Wissenschaft aller Zeiten und Völker zusammengestellt.

Cöthen: Paul Schettler, 1859. (Digisat) [2., neu durchges. u. verm. Aufl. - Cöthen: Paul Scheetler, 1871]
- [Mit Karl Jakob Hoffmann:][1] Offene Briefe von und an Theodor Hahn und Fürsprech Hoffmann, oder Rechts- und Sittenzustände im Kanton St. Gallen 1863.

St. Gallen, 1863
- Practisches Handbuch der naturgemässen Heilkunde. Ohne Arzt und Arznei, ohne Prießnitz und Schroth.

Zürich: J. Schabelitz, 1866
- Praktisches Handbuch der naturgemäßen Heilweise. 2 Abt. in 1 Bd. 2., verm. Aufl.

Berlín: Theobald Grieben, 1867. [3., neu durchges. und stark verm. Aufl. (Berlín: Theobald Grieben, 1870). - 4. Aufl. (Berlín: Theobald Grieben, 1875). - 5. Aufl. u. d. T. Grundzüge der naturgemäßen Heil- und Lebensweise. (Leipzig, 1889). (Digisat)]
- Ungegohrenes, jedoch mit chemischen Kunstmitteln, gebackenes Brot. In: W. Horsell: Unser täglich Brot oder der Werth des Brotes aus ungebeuteltem Mehle. 2. Aufl.,Theobald Grieben, Berlín 1868, S. 35-37
- Das Grahambrot am Krankenbett. In: W. Horsell: Unser täglich Brot oder der Werth des Brotes aus ungebeuteltem Mehle. 2. Aufl.,Theobald Grieben, Berlín 1868,S. 54-59
- Herr Prof. Dr. med. C. Bock in der Gartenlaube. Eine Kritik seiner Heil- und Gesundheitslehre.

Berlín: Theobald Grieben, 1868
- Die Ritter vom Fleische. Offene Briefe über die Ernährungsfrage an Prof. Dr. med. Virchow, Voigt, Liebig, Bock, Moleschott, Stengel, Seeger, Medicinalrath C. A. W. Richter, Hofrath Dr. med. Steinbacher, Dr. Bersch und Ule, an den "Staatsanzeiger von Württemberg", "Daheim",[2] "Berner Sonntagspost", "Wiener konstitutionelle Vorstadt-Zeitung" und den "Stuttgarter Beoachter. Zugleich ein Beitrag zur Lösung der sozialen Frage.

Berlín: Theobald Grieben, 1869
- Der Vegetarismus. Seine wissenschaftliche Begründung und seine Bedeutung für das leibliche, geistige und sittliche Wohl des Einzelnen, wie der gesammten Menschheit. Ein Beitrag zur Lösung der socialen Frage. Nach Erfahrung und Wissenschaft zusammengestellt.

Berlín: Theobald Grieben, 1869. [2. Aufl. u. d. T. Der Vegetarianismus als neues Heilprinzip zur Lösung der sozialen Frage. Seine wissenschaftliche Begründung und seine Bedeutung für das leibliche, geistige und sittliche Wohl des Einzelnen, wie der gesammten Menschheit. (Berlín: Theobald Grieben, 1873)]
- Die Naturheillehre des Hippokrates (Physiatrik oder Physiautokratie). Volksthümlich dargestellt nach dem Standpunkte heutiger Wissenschaft.

Berlín: Theobald Grieben, 1870
- Makrobiotisches Kochbuch oder die Kunst, recht zu kochen, gut zu essen, und fröhlich, gesund und lange zu genießen. Ein praktisches Handbuch für die Küche des Deutschen Volkes. 2 Bände.

Cöthen: Paul Schettler, ca. 1870. [2. Aufl. (Cöthen: Paul Schettler, 1883)]
- Über die Menschenpocken, über die Impfung und über den Impfzwang. Psychiatr. Antworten auf Herrn Prof. Dr. med. Kußmaul’s 20 Pocken- und Impf-Briefe.

Freiburg: Wangler, 1870
- Abschied von meinen Lesern. In: Der Naturarzt. Berlín: Theobald Grieben, 1870. S. 249
- Kurregeln, Hausordnung und Prospekt der Heilanstalt "Auf der Waid" bei St. Gallen, Schweiz

Cöthen: Paul Schettler, 1871
- Compendium résumé de psychiatrie ou Art de guérir les malades selon les lois de la nature, règles curatives de l'établissement de santé "Ober-Waid"-St-Gallen.

Montreux, 1871
- Volkstümliche Heil- und Gesundheitspflege - das beste Brod in gesunden und kranken Tagen. Ein Flugblatt.

Cöthen: Paul Schettler, 1874 [25. Aufl. (Cöthen: Paul Schettler, 1875)]
- Die Hypochondrie. Ursachen, Wesen und Heilung.

Cöthen: Paul Schettler, 1875
- Kleines Kochbuch für Freunde der naturgemäßen Diät (Vegetarianer).

Köthen: Paul Schettler, 1876. [2. Aufl. (Köthen: Paul Schettler, 1883)]
- Medizinische Inquisition des 19. Jahrhunderts in Deutschland und der Schweiz.

St. Gallen, 1876 [und Cöthen: P. Schettler, 1876]
- Der Stand der Impffrage am Beginn des Jahres 1879.

Maidt bei St. Gallen, 1878
- Der Hausarzt. Populärmedicinische Briefe, Abhandlungen und Rathschläge für Kranke und Solche, die es nicht werden wollen.

Köthen: Paul Schettler, 1878 [und Zürich: Caspar Schmidt, 1878]
- Das Paradies der Gesundheit, das verlorene und das wiedergewonnene.

Cöthen: Paul Schettler, 1879
- Die Diphtheritis, der Croup und der Keuchhusten. Ihre Ursachen, ihr Wesen und ihre sichere Heilung. Volksthümlich dargestellt. 2. Aufl.

Zürich: Schmidt, 1879
- Diätetisches Laienbrevier. Eine populäre Physiologie und Philosophie der gesunden und kranken Ernährung in Sinn-, Denk- und Aussprüchen der berühmtesten Ärzte und Forscher, Denker, Dichter und Weisen alter und neuer Zeit gesammelt.

Cöthen: Paul Schettler, 1880
- Das Büchlein vom gesunden und kranken Magen. Receptblätter aus der Mappe eines Naturarztes.

Cöthen: Paul Schettler, 1881
- Praktischer Wegweiser in die naturgemäße Heil- und Lebensweise. 3. Aufl.

Leipzig: Grieben, 1882
- Ein Opfer des Impf- und Arzneiaberglaubens der heutigen Medizinärzte. (Meine Krankheitsgeschichte).

Cöthen: Paul Schettler, 1882
- Meine Krankengeschichte. In: Der Naturarzt. 1882
- Einhundertundzwölf Speisezettel für fünf Gerichte (Suppe, zweierlei Gemüse, Mehlspeise und Obst) für je vier Frühlings-, Sommer-, Herbst- und Winterwochen nebst vier Festessen:

Zsgest. für den Kurtisch der Oberen Waid bei St. Gallen
Cöthen: Paul Schettler, 1882

### editor
- J. H. Rausse:[3] Grundlehren der Natur- oder Wasserkunde oder Geist der Gräfenberger Wasserkur. Nach dem Todes des Verfassers durchges., verm. und hrsg. Magazin für Literatur, Leipzig 1852 Digisat
- J. H. Rausse: Anleitung zur Ausübung der Wasserheilkunde. Hrsg. u. fortges. von Theodor Hahn. Ernst Keil, Leipzig 1851
- J. H. Rausse: Umrisse einer naturgemäßen Krankheits- und Heilungslehre. ["Wasser thut's freilich!" oder Miscellen zur Gräfenberger Wasserkur, Bd. 1].4., durchges. und verb. Aufl. Ernst Keil, Leipzig, 1852 (5., durchges. und verb. Aufl. Ernst Keil,Leipzig, 1858
- J. H. Rausse: Miscellen zu den verschiedenen Heilmethoden. ["Wasser thut's freilich!" oder Miscellen zur Gräfenberger Wasserkur; Bd. 2]. 4., durchges. und verb. Aufl. Ernst Keil, Leipzig 1852 (5., durchges. und verb. Aufl. Ernst Keil, Leipzig 1858)
- Der Naturarzt. Zeitschrift für volksthümliche Gesundheitspfle und Heilweise. Hrsg. von Theodor Hahn. Theobald Grieben, Berlín 1867-1870 (Jg. 1870 als Digitalisat)
- Gesundheit, Wohlstand und Glück. Eine Familien-Bibliothek für Stadt und Land. Aufsätze und Abhandlungen berühmter und beliebter Autoren des In- und Auslandes, welche das leibliche Wohl des Menschen zu befördern geeignet sind. Erster Band. Theobald Grieben, Berlín 1868
- Sylvester Graham: Die Physiologie der Verdauung und Ernährung in gesunden und kranken Tagen. Mit besonderer Beziehung auf Fleisch- und Pflanzenkost. Nach der dt. Uebers. von E. Weilshäuser bearb. Paul Schettler,Cöthen, 1880
- Sylvester Graham: Das tägliche Brod als natürliches Mittel zur Erhaltung gesunder und zur Wiederherstellung gestörter Verdauung. Mit Zusätzen von Theodor Hahn. Paul Schettler, Cöthen 1881

## literatura
- Philo vom Walde: Vincenz Prießnitz. Sein Leben und sein Wirken. Zur Gedenkfeier seines hundertsten Geburstages dargestellt. W. Möller, Berlín 1892
- Alfred Brauchle: Naturheilkunde als Wasserkur und Vegetarismus. Der Apotheker Theodor Hahn. Der erste Vegetatier In: derselbe: Geschichte der Naturheilkunde in Lebensbildern. 2. erw. Aufl. von Große Naturärzte. Reclam Verlag, Stuttgart 1951. S. 164-174
- Helmut Dressler: Ärzte um Karl Marx. Volk und Gesundheit, Berlín 1970, S. 85-86
- Der Bund der Kommunisten. Dokumente und Materialien. Band 2: 1849–1851. Redaktion Herwig Förder, Martin Hundt, Jefim Kandel, Sofia Lewiowa. Dietz Verlag, Berlín 1982
- Hahn, Theodor. In: Deutsche Apotheker-Biographie. Erg. Bd. 2. Wissenschaftliche Verlagsgesellschaft, Stuttgart, 1997, S. 121 (=Veröffentlichungen der Internationalen Gesellschaft für Geschichte der Pharmazie. Neue Folge 60) ISBN 3-8047-1565-6
- Iris Blum: "Ich bin ... der Diät, wie der Heilweise der Zukunft der Zeit weit, weit, nicht blos um Jahrzehnde, vielleicht selbst um Jahrhunderte voraus". Hydrotherapie und Vegetarismus als soziales und moralisches Allheilmittel dargestellt an Leben und Werk des Naturarztes Theodor Hahn (1824-1883). Zürich 1996 (Lizentiatsarbeit Philos. Fak. I, Univ. Zürich, Hist. Sem., 1996)
- Sabine Merta: Wege und Irrwege zum modernen Schlankheitskult. Diätkost und Körperkultur als Suche nach neuen Lebensstilformen.1880-1930. Franz Steiner, Stuttgart 2003 (= Studien zur Geschichte des Alltags, 22) Phil. Diss. Münster/Westfahlen (WS 2001/2002) ISBN 3-515-08109-7
- Arndt Horst Theodor Heinrich Ohl: Der Einfluß Jean-Jacques Rousseaus (1712-1778) auf die deutsche Naturheilbewegung des 19. Jahrhunderts (Med. Diss. Ruhr-Universität Bochum 2005) online
- Dieter Melchart; Rainer Brenke: Naturheilverfahren. Leitfaden für die ärztliche Aus-, Fort- und Weiterbildung. Schattauer, Stuttgart u.a. 2008. S. 572 (Digisat)

## anotación
1. ↑  Schweizer Präsident des Ständerats 1877-1878.
2. ↑  Ritter vom Gemüse. Daheim. 1869, Nr. 1
3. ↑  pseudónima de Heinrich Friedrich Francke.